# Вахтанг I Горгасали
Вахтанг I Горгасали (груз. ვახტანგ I გორგასალი; ок. 440—502) — царь Иберии во второй половине V века, один из основоположников грузинской государственности, святой. Сын Мирдата V из династии Хосроидов. Его прозвище «Горгасали» переводится с персидского как «волчья голова» (намёк на форму его шлема).
О правлении Вахтанга Горгасали известно из единственного источника — текста «Жизнь Вахтанга Горгасала», который, как предполагается, написал Джуаншер Джуаншериани в XI веке. Даже годы жизни и правления Вахтанга являются спорными.

## Биография
Родственник и данник персидских Сасанидов, Вахтанг принимал участие в их войнах с греками и эфталитами. В отношениях с Византией добивался признания автокефальности Грузинской церкви. Он провёл мероприятия по укреплению грузинских крепостей и вступил в союз с армянскими Мамиконянами, а в 482 году возглавил крупное восстание против персидского владычества.
Когда Вахтангу было 7 лет на Северную Картли был совершён набег Алан, в результате которого его сестра оказалась в плену. В возрасте 16 лет, он собрал 160 000 тысячное войско и совершил поход против Алан изгнав их из Картли и сумел освободить сестру.
Когда антиперсидская борьба грузин и армян потерпела поражение, Вахтанг I был вынужден искать спасения в грузинском царстве Эгриси. Обещая покорность Сасанидам, вернулся в Иберию и то ли основал, то ли перестроил Тбилиси, в который рассчитывал перенести из Мцхеты столицу государства. Он отказался принимать участие в персидских войнах с Византией и погиб, по одним данным, в битве на Самгорском поле с персами, а по другим — от руки убийцы, подосланного его противниками. Согласно народной мифологии, его убийство подстроила его жена, которая изменяла ему.

## Семья
Его первая жена Балендухт умерла при родах, оставив двойняшек, сына Дачи и дочь. Овдовев, он повторно женился на Елене, родственнице или дочери византийского императора Зинона, которая родила ему сына Леона.

## Память
Грузинский народ на протяжении веков хранит память о царе Вахтанге I. Он стал излюбленным героем народных сказаний, а грузинская церковь причислила его к лику святых (день поминовения 30 ноября). Орден Вахтанга Горгасали является одной из высших государственных наград Грузии. Останки его покоятся в соборе Светицховели.
Именем Вахтанга Горгасали названы:
- Площадь Вахтанга Горгасали в исторической части Тбилиси.
- Улица Вахтанга Горгасали в центре Тбилиси
- Улица Вахтанга Горгасали в Батуми
- Переулок Горгасали, так же улица в Гори.

Памятник Вахтангу Горгасали был открыт в 1967 году в Тбилиси. Памятник царю Вахтангу на фоне панорамы Тбилиси изображён на оборотной стороне банкноты в 20 лари.

Почтовые марки
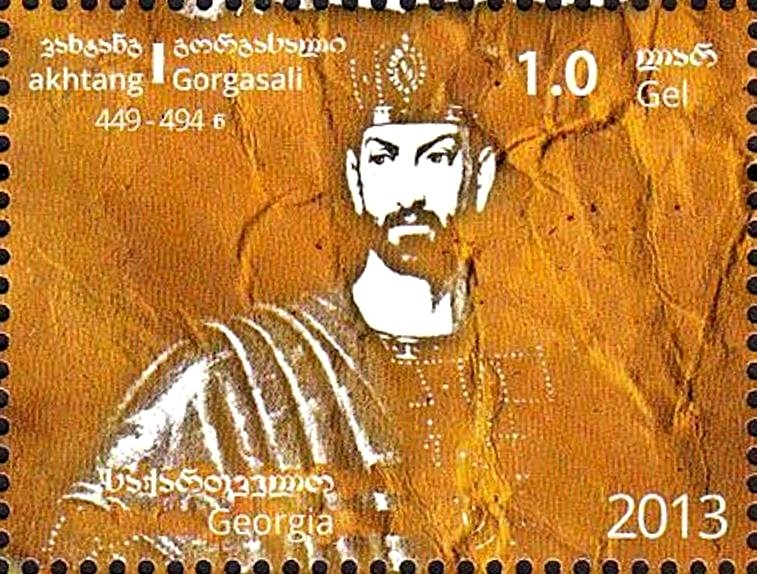
Почтовая марка Грузии
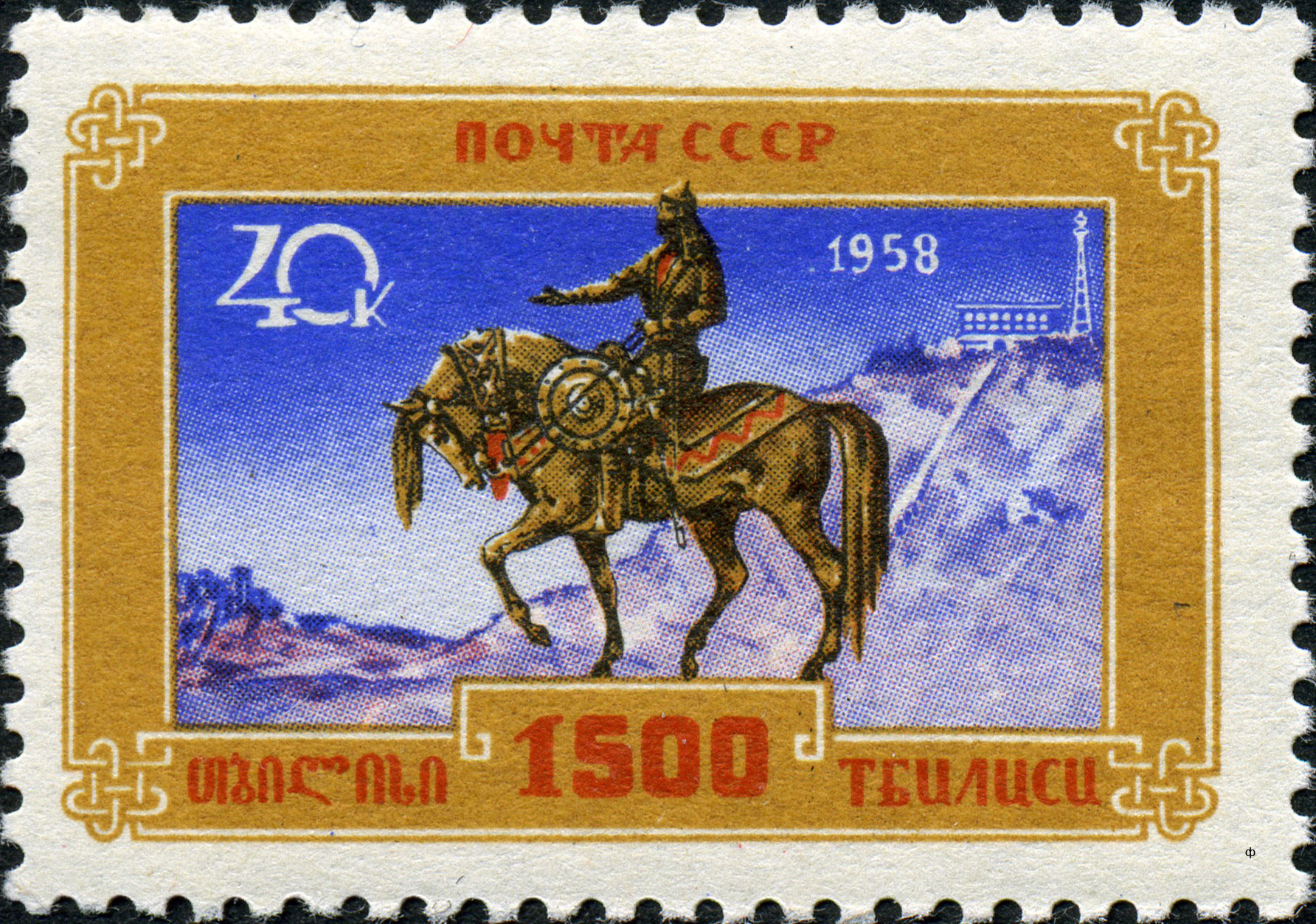
Почтовая марка 1500 лет Тбилиси